# Herschell Gordon Lewis
Herschell Gordon Lewis, född 15 juni 1929 i Pittsburgh i Pennsylvania, död 26 september 2016 i Fort Lauderdale i Florida, var en amerikansk regissör, filmproducent och copywriter. Han skrev över 20 böcker under sin karriär inom reklam och marknadsföring.
Lewis tog en magisterexamen i journalism vid Northwestern University i Evanston, Illinois och blev några år senare professor i engelska på Mississippi State College. Förutom karriären som engelsklärare har han även varit radiochef och jobbat som TV-regissör.
Han har en bakgrund som adjunkt och föreläsare i masskommunikation på Roosevelt University i Chicago.
Han anses också vara skaparen av subgenren splatter/gore inom skräckfilmen och brukar kallas för "Grandfather of Gore".
Han lämnade karriären som filmskapare efter The Gore Gore Girls (1972) men återvände dock för att regissera en uppföljare till sin egen film Blood Feast (1963), Blood Feast 2 (2002). Under 2000-talet har det även gjorts nyinspelningar av flera av hans filmer, såsom 2001 Maniacs (2005, nyinspelning av Two Thousand Maniacs! (1964)) och The Wizard of Gore (2007, nyinspelning av filmen med samma titel från 1970).